# Honda NTV
Die Honda NTV 650 Revere [rɪˈvɪər] ist ein unverkleidetes Motorrad des japanischen Herstellers Honda. Das Naked Bike wurde 1988 als Nachfolger der VT 500 E vorgestellt, um wieder an den Erfolg der CX 500-Baureihe anzuschließen. Der Modellcode lautet RC33. Wie die CX und die VT 500 E verfügt sie über einen Kardanantrieb. Der 647 cm³ große flüssigkeitsgekühlte V2-Motor wurde auch in anderen Honda-Modellen verbaut und gilt als langlebig.
In Amerika wurde ein Schwestermodell mit Kettenantrieb, die NT 650 Hawk, verkauft. Die NTV 650 wurde mit einigen Modifikationen bis 1997 gebaut; im Jahr 1998 wurde sie von der NT 650 V Deauville abgelöst. In Deutschland fand die NTV 650 rund 15.000 Käufer.

## Bezeichnung
Die NTV 650 wird von Fans der deutschen Motorradszene umgangssprachlich auch liebevoll mit „Ente“ (aus eN Te vau [/ʔɛntʰeː/]) bezeichnet.
Die Verkaufsbezeichnung Revere leitet sich von einem beliebten Badestrand im Bundesstaat Massachusetts der Vereinigten Staaten von Amerika ab.

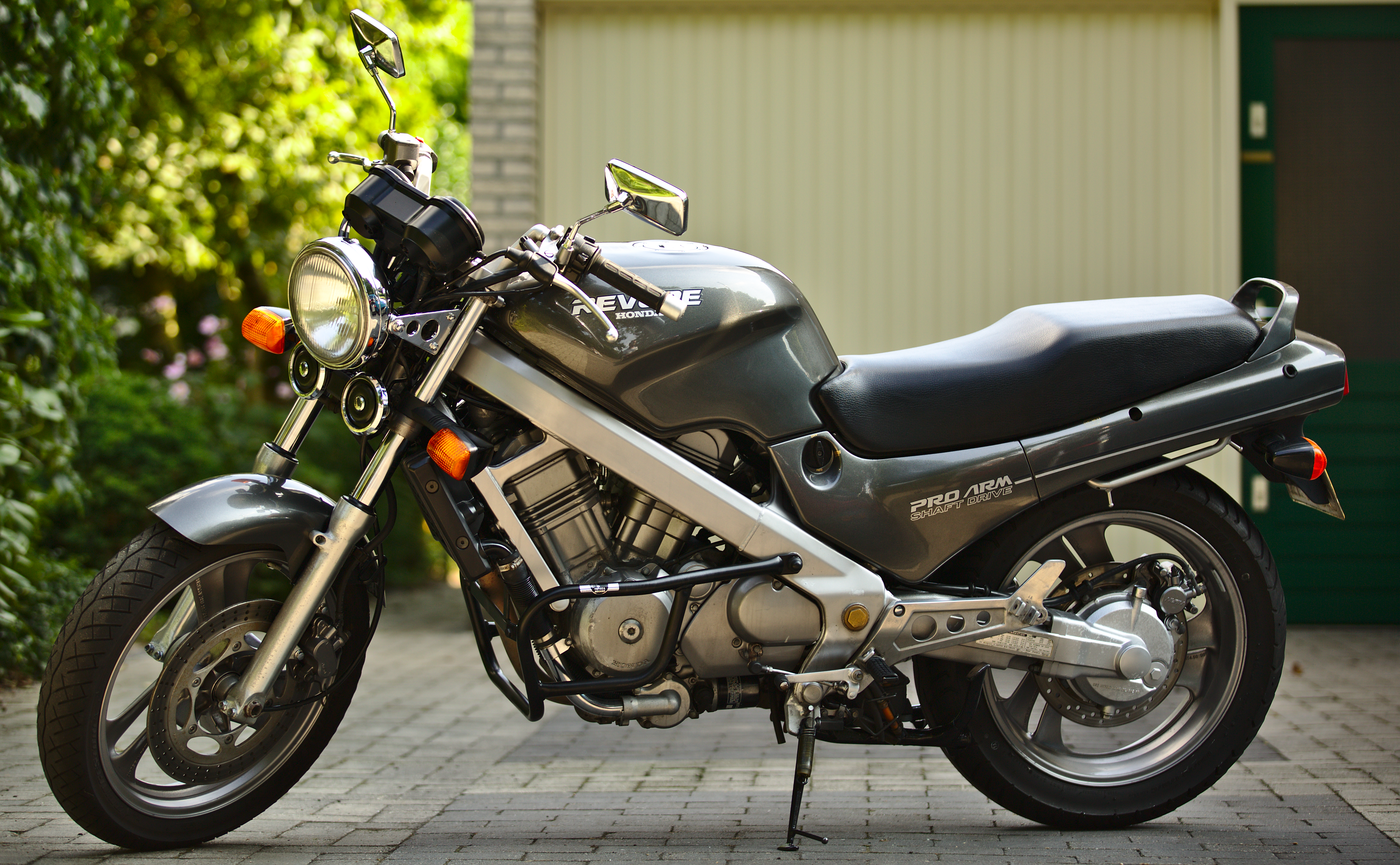
Honda NTV 650 (Bj. 1990), anthrazit

## Modellvarianten

### Technik
Der Motor hat in der offenen Version eine Leistung von 44 kW (60 PS) bei 7.000/min und maximales Drehmoment von 56 Nm bei 6.500/min. Er kann via Ansauggummis auf 20 kW (27 PS) oder 25 kW (34 PS) gedrosselt werden. Der Hubraum beträgt 647 cm³. Der Motor ist mit 9,2 : 1 verdichtet. Es ist ein flüssigkeitsgekühlter Zweizylinder-Viertakt-V-Motor, die Kurbelwelle ist quer zur Fahrtrichtung eingebaut. Er hat je eine obenliegende kettengetriebene Nockenwelle, drei Ventile sowie zwei Zündkerzen pro Zylinder. Zwei Keihin-Gleichdruckvergaser mit je 36,5 mm Durchlass bereiten das Gemisch auf. Außerdem hat der Motor eine Nasssumpf-Druckumlaufschmierung, kontaktlose Transistor-Zündanlage sowie einen Elektrostarter. Der Primärantrieb erfolgt über gerade verzahnte Stirnräder, die Kupplung ist eine mechanisch betätigte Mehrscheiben-Ölbadkupplung.

### Modellpflege
1988
- erstes Modell
- Nennleistung 44 kW (60 PS)

1989–1992
- anderes Federbein hinten
- Getriebeübersetzung verändert, Kupplung verbessert
- geänderte Gabel
- Nennleistung 44 kW (60 PS)

1993–1994
- Rohrlenker statt Stummellenker
- Hauptständer entfällt (nur als Extra)
- geänderte Vergaser / Vergaserbedüsung / verringerter Querschnitt im Luftfiltereinlass
- geänderter Auspuff, kleinerer Querschnitt mit zusätzlicher Dämpfung
- Nennleistung 42 kW (57 PS)

1995–1997
- längerer Auspuff und magerere Bedüsung aufgrund neuer Abgas- und Schallschutzrichtlinien
- Nennleistung 39 kW (53 PS)

Leistungsvarianten
- bei allen Modellen auch möglich: 37 kW, 35 kW, 25 kW, 20 kW
- Drosselung erfolgte i.a. über Ansaugstutzen, auch über Drosselanschlag möglich

Reifengröße
- Vorne:
  - 110/80 – 17 57H TL

- Hinten:
  - 150/70 – 17 69H TL